# 安邦站
安邦站位於雪蘭莪安邦，是吉隆坡安邦线的其中一个地面轻快铁车站。本站属于安邦线第一阶段线路，于1996年12月16日开始运营，也是安邦線的北端終點站。規劃中的吉隆坡環狀線亦將此設站。

## 历史
本站属于安邦线第一阶段线路，于1996年12月16日开始运营，以实达轻快铁（STAR）的第一阶段线路和从苏丹依斯迈站至安邦站的13个车站同时开放，也如其他沿线车站建在一条废弃铁路上，同时還设有機廠可以停放列車及進行列車保養、維護等作業。
2016年7月之前旅客只能由乘坐安邦站至冼都東站的區間，2016年12月1日完成信號系統的升級之後可以在陳秀連站換乘中車株洲電力機車公司承造的新型列車，直達吉隆坡市中心如占美清真寺站。
2017年华穗艺术节也在本站彩绘壁画，并由马华总会长兼交通部长拿督斯里廖中莱主持推介仪式。此壁画共联合3所学院，即拉曼大学的22名学生、拉曼大学学院的37人和马来西亚艺术学院的18名学生，共77名学生联手合作，同时花费了2周的时间完成作品，全长达25.7米。
安邦站曾于2017年1月18日发生故障，使安邦线的轻快铁列车只能到达陈秀连站，经过快捷通公司员工修缮后于下午恢复运作。

## 車站概要
本站於2012年啟用新建的車站大廳，站內設有自動售票機及聯昌國際銀行的自動櫃員機、便利商店，並有連通道可到達安邦路公車站、計程車招呼站及2014年間新建的共5層的多层停車場（該停車場只接受以一觸即通卡支付停車費用）。
| 二楼 | 车站大厅                                                 | 驗票閘門、自動售票機、商店                                       |
| 地面 | 1号月台                                                  | 3 安邦线/4 大城堡线 34通过 AG11 SP11 陈秀连往 AG1 SP1 冼都東 (→) |
| 地面 | 島式月台（1月台右側車門將會開啟，2月台左側車門將會開啟） |                                                                  |
| 地面 | 2号月台                                                  | 3 安邦线/4 大城堡线 34 AG18 安邦（终点站） (←)                   |
| 街道 |                                                          | 計程車招呼站、多层停車場                                         |

## 图片集

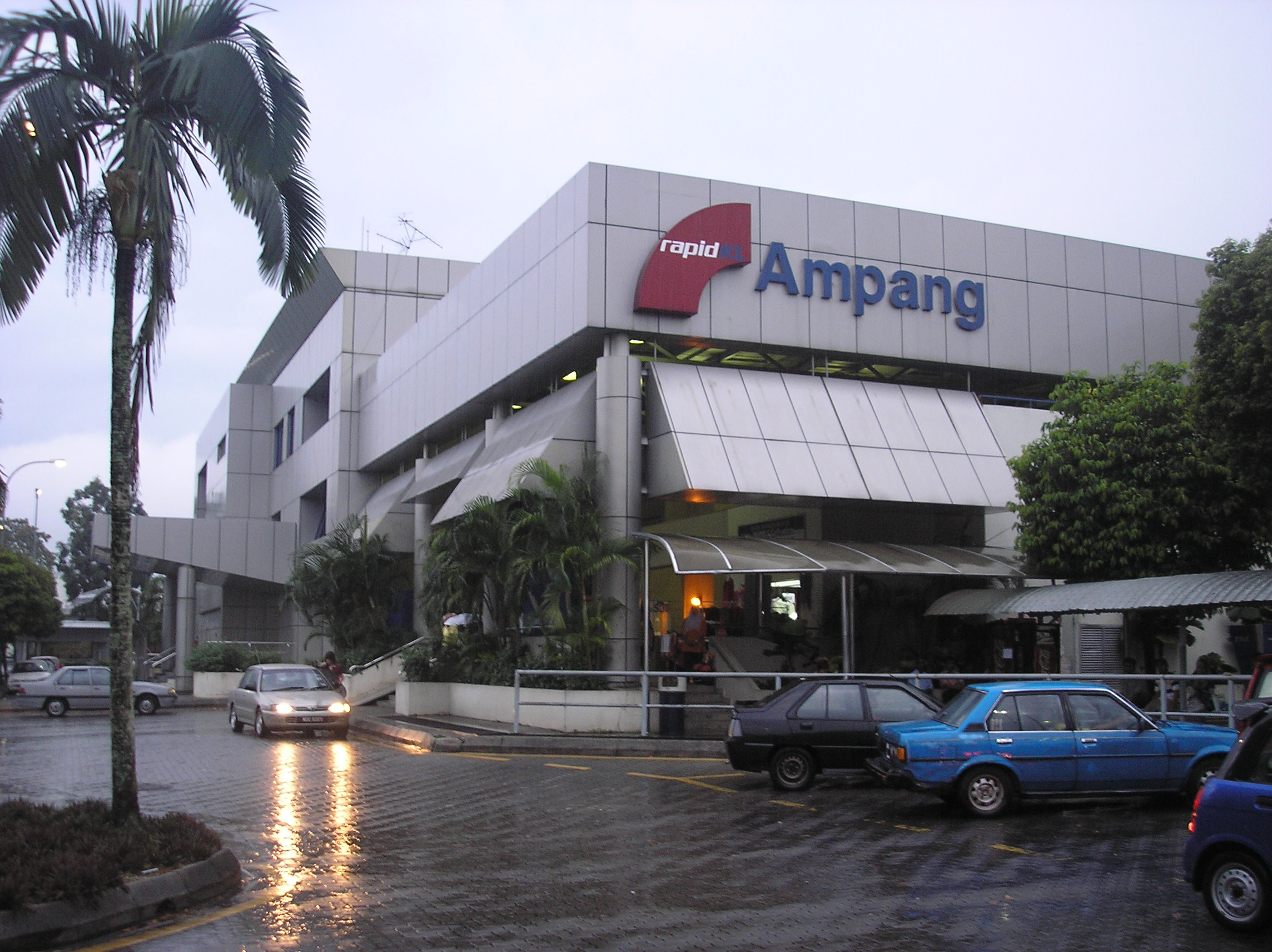
車站外觀
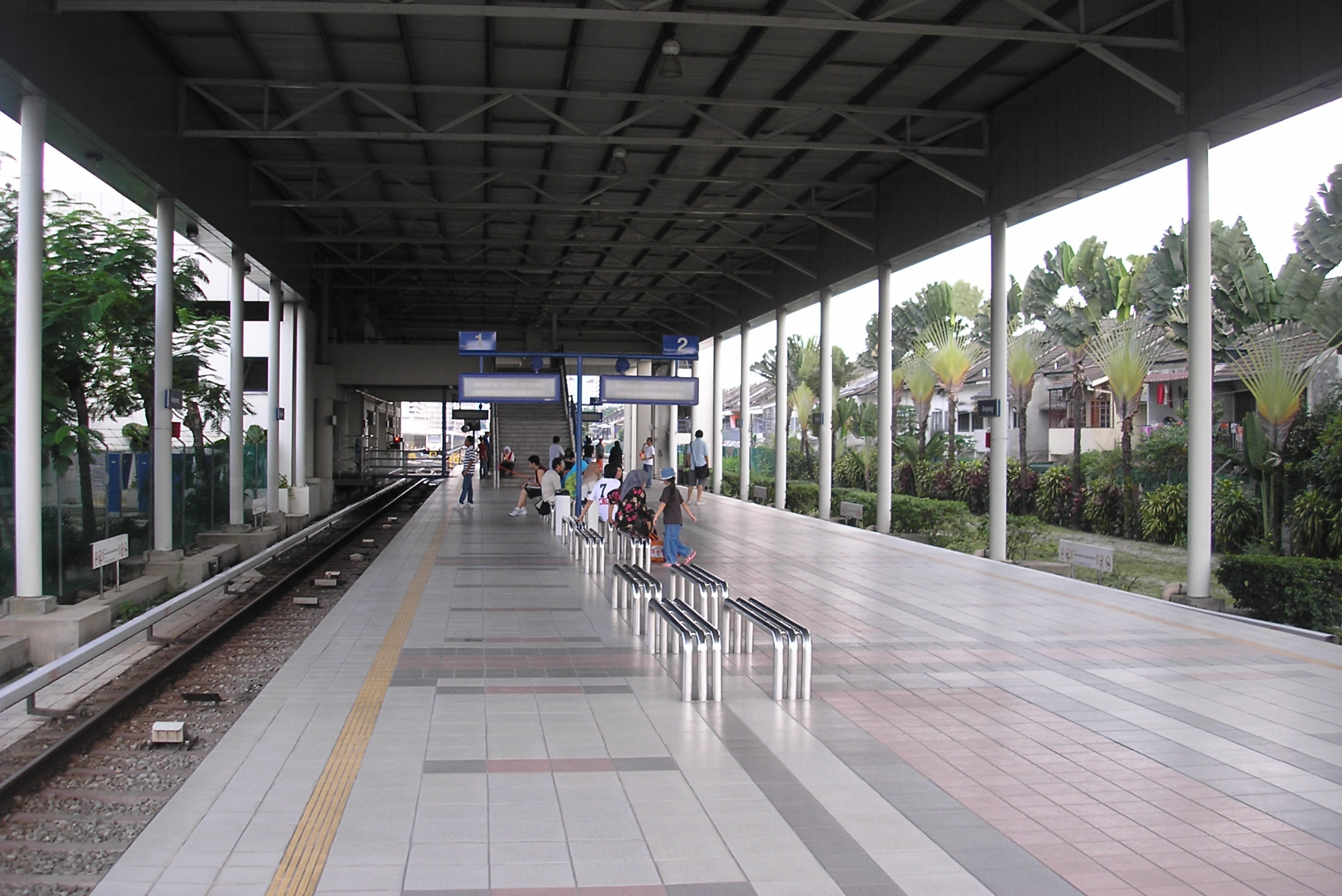
無列車停靠時的月台
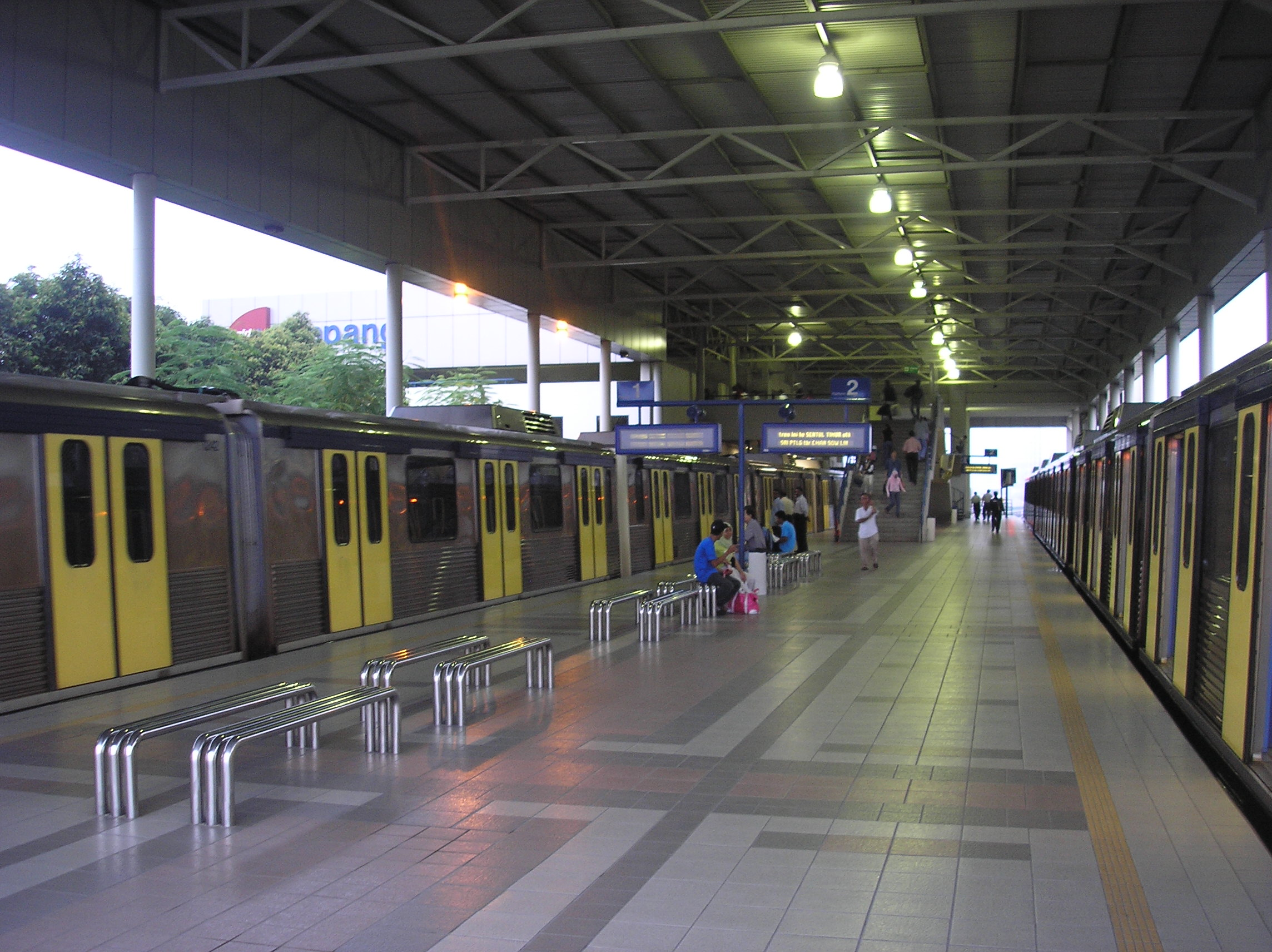
列車停靠於月台